# Abdij van Bec
De Abdij van Bec (Frans: Abbaye Notre-Dame du Bec) is een bijna duizend jaar oude katholieke abdij bij het dorp Le Bec-Hellouin in de Franse regio Normandië, tussen Rouen en Bernay. Aanvankelijk was het klooster een aanzienlijk centrum van studie en contemplatie, maar door brand, godsdienstoorlog en revolutie werd het meermalen geruïneerd.

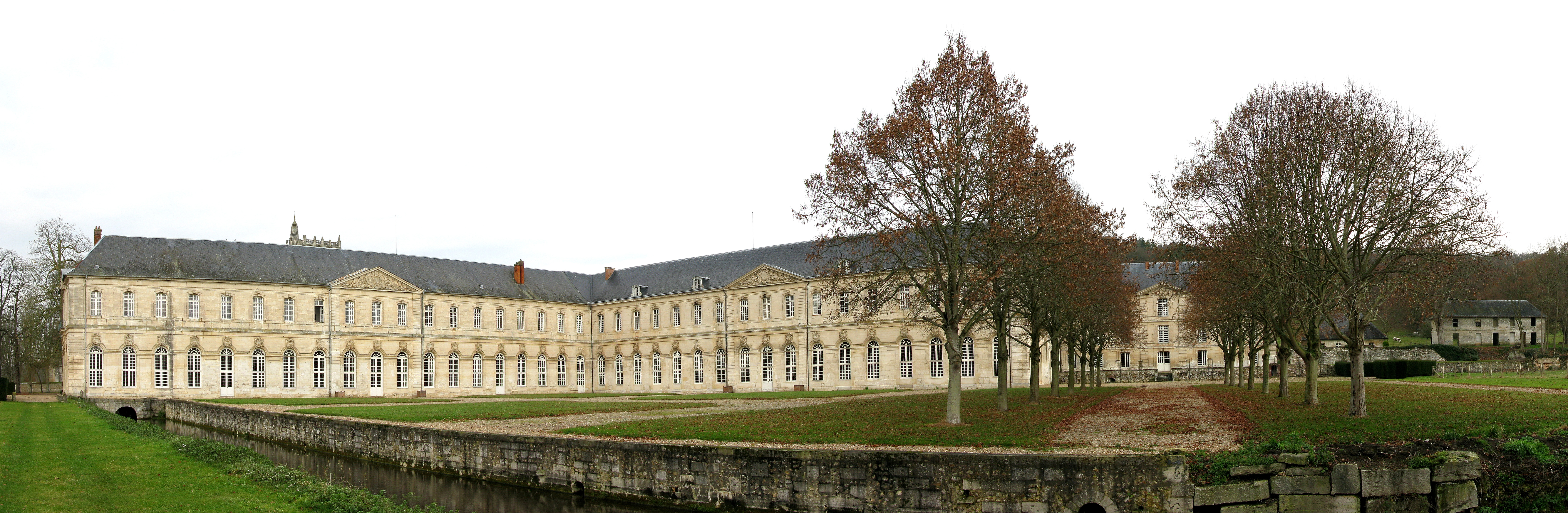
Zuidgevel van de abdijkerk en kloostercellen, gezien uit de richting van het dorp

Na jarenlange leegstand en verval begon het klooster na de Tweede Wereldoorlog aan een tweede leven.

## Benedictijnen
Het klooster werd in 1034 gesticht door Herluin van Brionne, een Normandische ridder die drie jaar eerder het hof van graaf Gilbert van Brionne had verlaten om zijn leven in dienst te stellen van het christelijke geloof. Hij koos een plek nabij zijn geboorteplaats Bonneville op een heuvel ten westen van de vallei van Bec om met enkele gelijkgestemden een zelfvoorzienend bestaan op te bouwen. Ze sloten zich aan bij de Orde der Benedictijnen en bouwden een kerkje dat door de bisschop van Lisieux werd gewijd aan de Maagd Maria.
In 1037 werd Herluin geconsacreerd als abt. Twee jaar later werd vanwege tegenvallende oogsten een nieuwe locatie verderop in het dal uitgezocht bij de samenvloeiing van twee beken, waaronder de Bec. De tweede kerk werd hier door bisschop van Rouen Mauger ingewijd op 23 februari 1041.
Onder leiding van Herluin groeide het klooster uit tot een gemeenschap van 136 monniken, terwijl ook het dorp profiteerde. De eerste dorpskerk werd gebouwd in 1039. De herinnering aan de eerste abt wordt bewaard in de naam van de gemeente Le Bec-Hellouin.

### Bloei

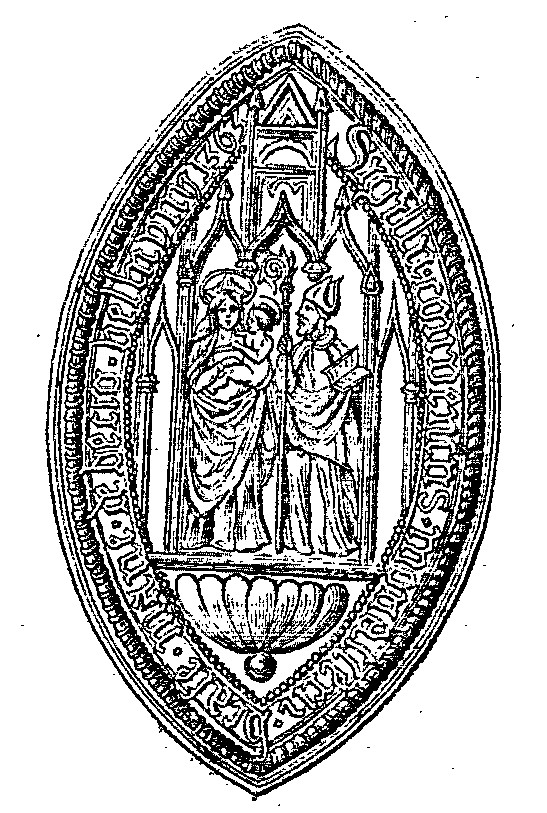
Kloosterzegel

Na de komst van de Italiaan Lanfranc van Pavia in 1042 bloeide de abdij op tot een centrum van intellectueel leven. Vele diplomaten en geestelijken kregen hun opleiding aan de school van Bec die Lanfranc in 1045 oprichtte. De latere paus Alexander II studeerde er in 1050 en Ivo van Chartres niet veel later. In 1059 arriveerde Anselmus uit het Italiaanse Aosta, die de tweede prior van Bec werd toen Lanfranc in 1063 tot abt van de abdij van Sint Étienne in Caen werd benoemd.
In 1066 begon de Normandische verovering van Engeland. In de loop der jaren verwierf de abdij talrijke belangen in Engeland, zoals het dorp Tooting Bec, thans een buurt in Streatham in het zuiden van Londen. De bezitting staat in het Domesday Book genoteerd voor 7 pond.
Na vijftien jaar bouwen werd in 1077 de nieuwe, grotere abdijkerk van Bec ingewijd door Lanfranc, die inmiddels was gepromoveerd tot aartsbisschop van Canterbury. Na de dood van Herluin het jaar daarop werd Anselmus de tweede abt van Bec, en in 1093 trad hij wederom in de voetsporen van Lanfranc als de tweede Normandische aartsbisschop van Canterbury.
De vroege geschiedenis van de abdij is betrekkelijk nauwkeurig bekend uit de biografieën die de monnik Milo Crispin omstreeks 1250 schreef van vier van de eerste abten, Gulielmus, Boso, Theobaldus en Letardus. Zijn hagiografie van Lanfranc is opgenomen in de Acta Sanctorum. Vanwege de overzeese betrekkingen van de abdij zijn deze levensbeschrijvingen van meer dan voorbijgaand belang. Theobaldus was 1139 tot 1161 de derde en laatste Normandische aartsbisschop van Canterbury.
In de 13e eeuw viel het klooster twee maal ten prooi aan brand. De laatste, grootste kerk werd ingewijd ten tijde van de zeventiende abt in 1273. Het kloosterzegel werd toegekend in 1363.

### Oorlog

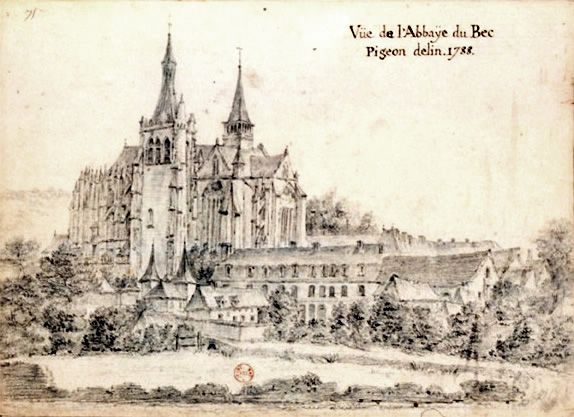
Vue de l'abbaye du Bec, 1788

Na het begin van de Honderdjarige Oorlog werd het klooster in 1350 voorzien van fortificaties. Niettemin werd het in 1418 door de Engelsen geplunderd. Ten teken van het herstel werd in de 15e eeuw de Tour Saint Nicolas op het terrein gebouwd. In de tweede helft van de 16e eeuw hielden de hugenoten er huis. Ze doodden enkele monniken, verjoegen de rest en lieten de bebouwing als een ruïne achter, maar de gemeenschap gaf zich niet gewonnen.
De Congregatie van Saint-Maur ondernam vanaf 1626 een uitvoerige restauratie. Met grote zorg werd de bebouwing hersteld en ook de aantrekkingskracht op studenten en geleerden keerde terug. Het ruim opgezette gebouw met de slaapvertrekken dateert uit 1735.

### Revolutie
De Franse Revolutie bracht na meer dan zeven eeuwen een einde aan het kloosterleven. In 1790 werd de abt afgezet en in 1792 werden de laatste monniken verdreven. De waardevolle kunstwerken, de kerkklokken, boeken en meubels kwamen uiteindelijk terecht in Bernay. In 1802 nam het Franse leger de resterende bebouwing in gebruik als paardenstal voor de cavalerie. Het kerkgebouw werd in 1809 gesloopt om de stenen als bouwmateriaal te verkopen.
In 1840 stond Le Bec als nationaal erfgoed op de eerste lijst van te beschermen monuments historiques, maar tot in de 20e eeuw bleef het militair terrein.

## Olivetanen
In 1948 werd het klooster heropgericht door monniken van de Orde der Olivetanen onder leiding van Dom Grammont. De gebouwen werden gerenoveerd om ze weer bewoonbaar te maken en er werd een nieuwe kerk gebouwd. In 1959 keerden de overblijfselen van Herluin, die in 1792 naar de dorpskerk van Le Bec waren overgebracht, terug naar hun vorige laatste rustplaats. Rond de kerk van Dom Grammont getuigen stenen overblijfselen en afdrukken in het terrein van een middeleeuws refectorium. De Tour Saint-Nicolas is grotendeels intact gebleven.
Ook vandaag de dag staat de abdij nog bekend om haar nauwe banden met de Anglicaanse Kerk. Verschillende aartsbisschoppen van Canterbury hebben het klooster bezocht. De bibliotheek beschikt over vijfduizend boeken uit de collectie van de 19e-eeuwse Master van Christ's College in Cambridge en bisschop van Chester John Graham.
Het klooster staat open voor bezoek van het publiek. Op de eigen website wordt onder meer aandacht gevraagd voor het ambachtelijk vervaardigde faience-tafelgerei uit de eigen pottenbakkerij.

## Galerij

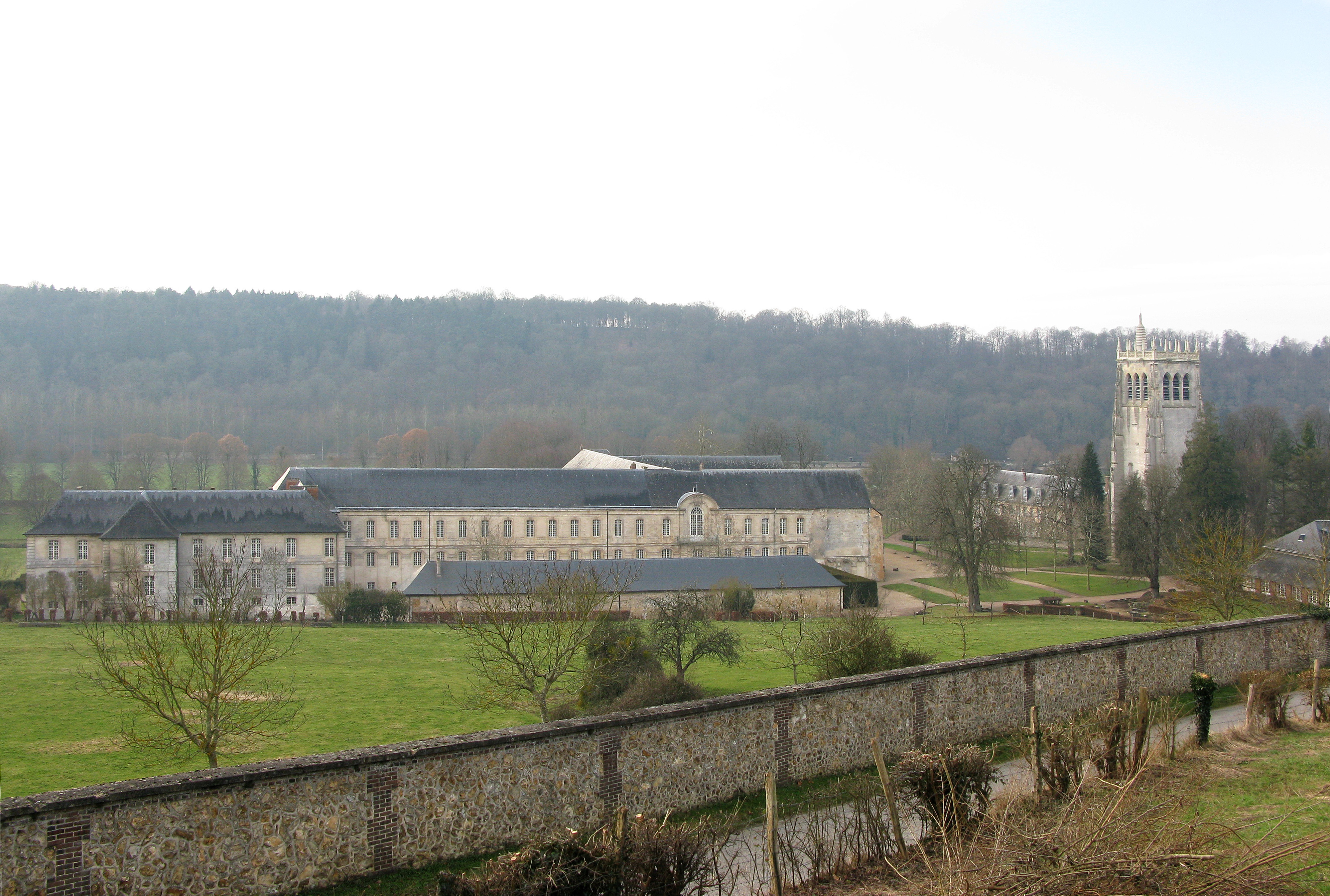
Algemeen beeld, 2011
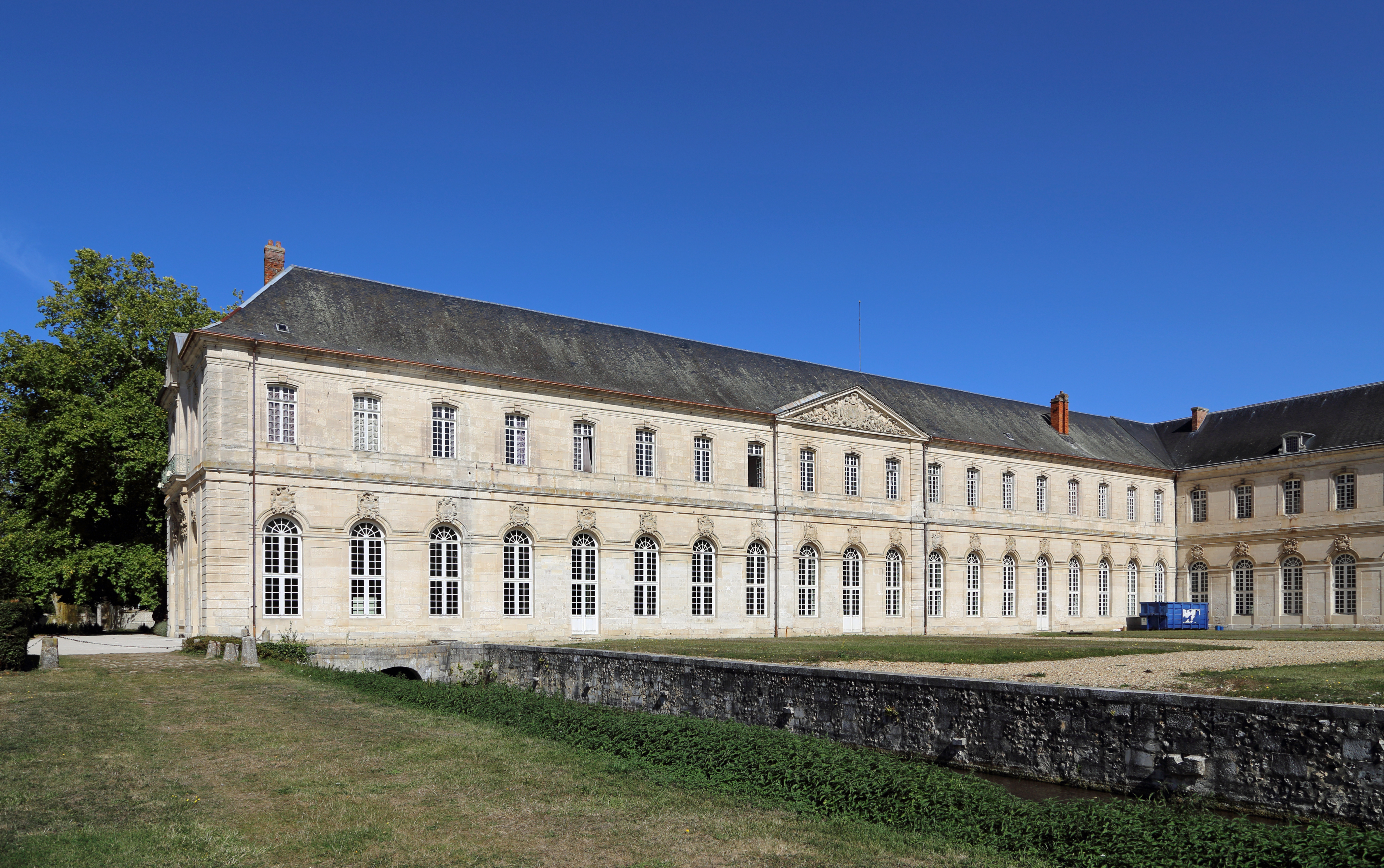
Kloostervleugel
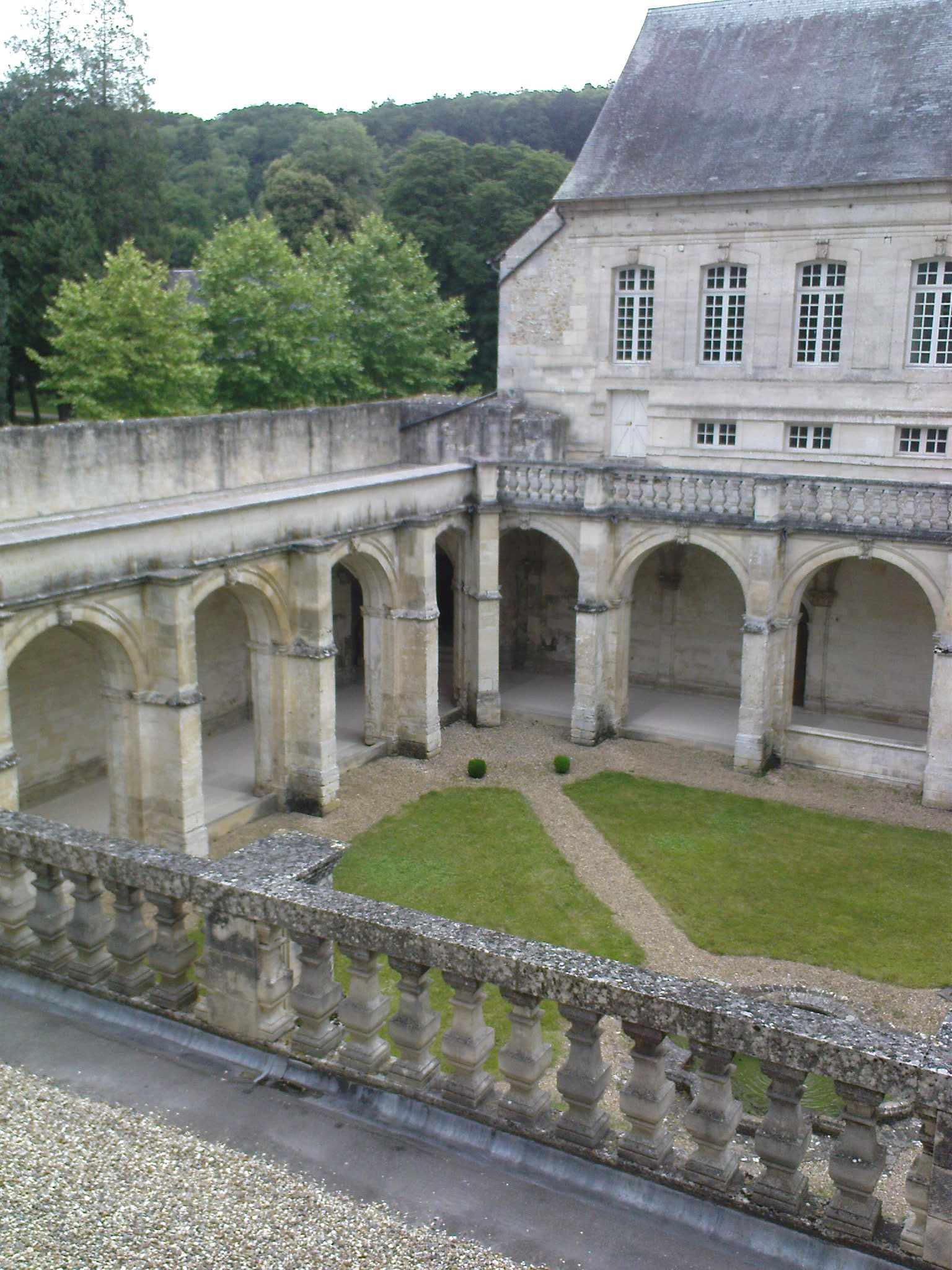
17e-eeuwse kloostergang
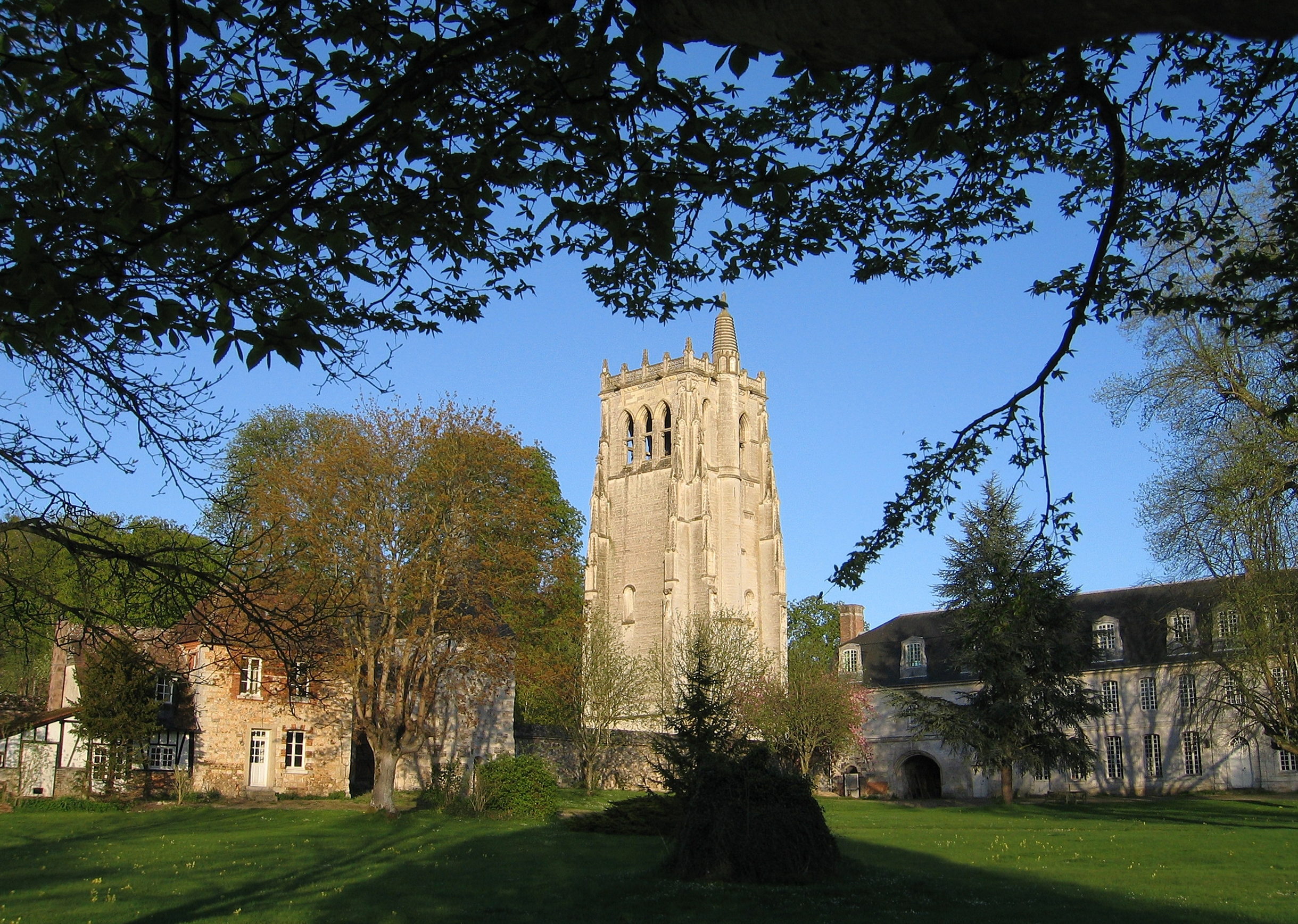
De Tour Saint-Nicolas
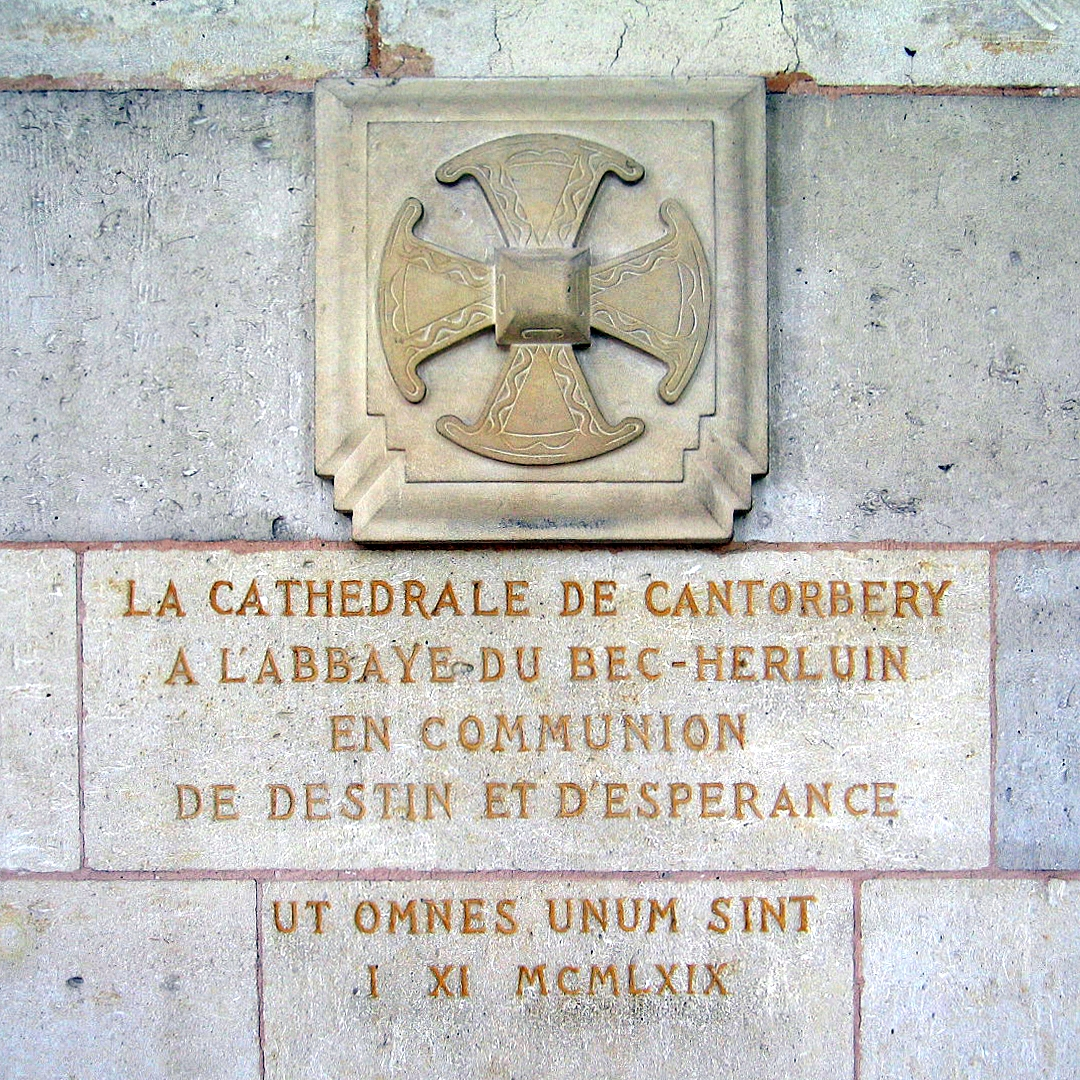
Gevelsteen, een geschenk van de Kathedraal van Canterbury in 1969
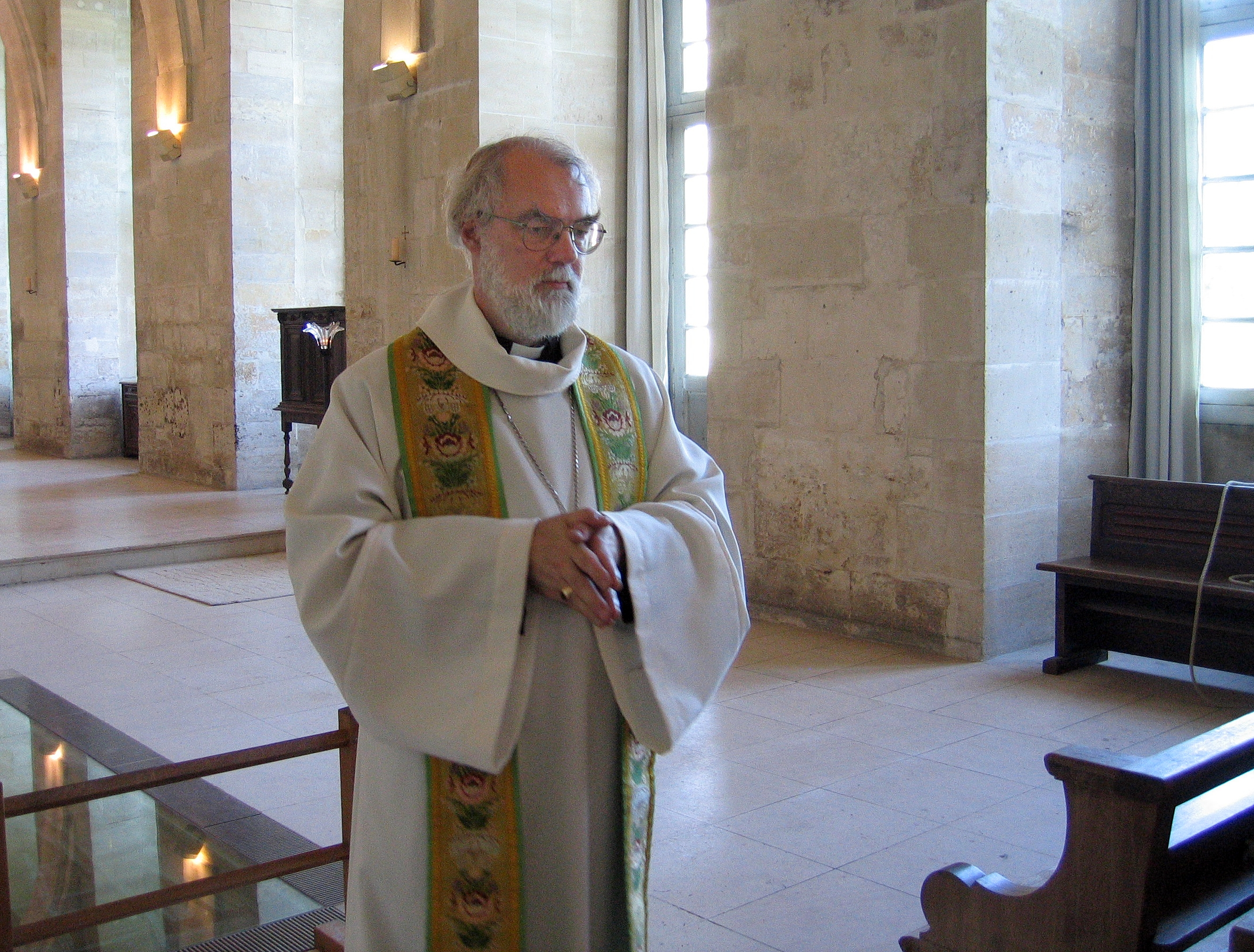
Bezoek van Rowan Williams